# Елмер Сити (Вашингтон)
Елмер Сити (енгл. Elmer City) град је у америчкој савезној држави Вашингтон. По попису становништва из 2010. у њему је живело 238 становника.

## Демографија
Према попису становништва из 2010. у граду је живело 238 становника, што је 29 (10,9%) становника мање него 2000. године.
| Група             | 2000.       | 2010.       |
| Белци             | 142 (53,2%) | 113 (47,5%) |
| Афроамериканци    | 4 (1,5%)    | 2 (0,8%)    |
| Азијати           | 1 (0,4%)    | 5 (2,1%)    |
| Хиспаноамериканци | 13 (4,9%)   | 8 (3,4%)    |
| Укупно            | 267         | 238         |